# Nob Hill

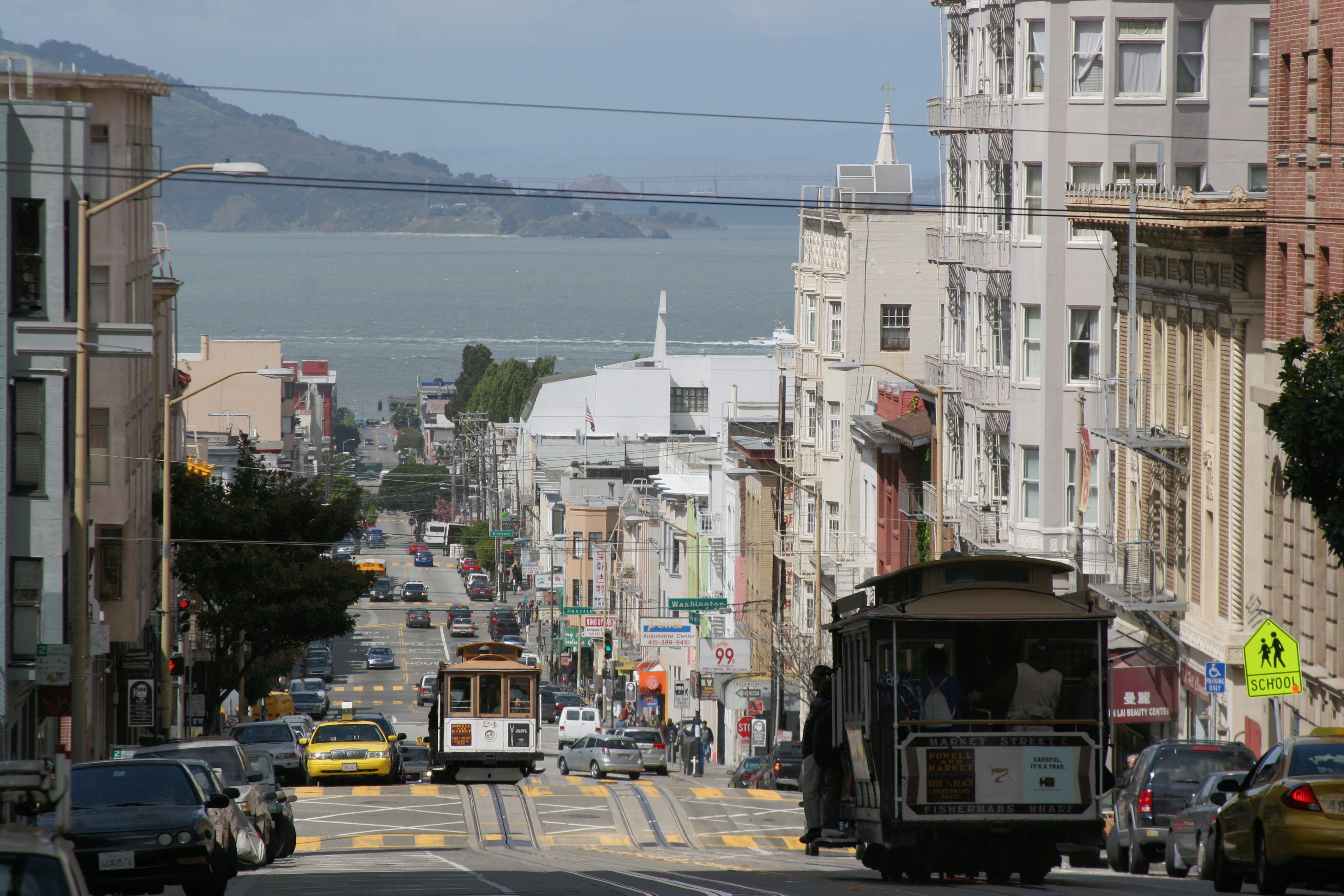
Blick auf die Powell Street, die von Nob Hill nach Norden in Richtung San Francisco Bay und Marin County verläuft

Nob Hill bezeichnet einen kleinen Stadtteil von San Francisco, der an die Kreuzung der Straßen California und Powell angrenzt. Die Linien der berühmten San Francisco Cable Cars führen über diesen Hügel.

## Geographische Lage
Der höchste Punkt von Nob Hill liegt etwas nordwestlich im Bereich der Straßen Jones und Sacramento, Clay und Washington. Südlich von Nob Hill befindet sich das Einkaufsviertel am Union Square, das heruntergekommene Viertel Tenderloin und schließlich Market Street. Östlich gelegen ist San Franciscos Chinatown und etwas weiter das Financial District der Stadt. Nordöstlich von Nob Hill liegen North Beach und Telegraph Hill. Nördlich von Nob Hill befinden sich das Cable Car Museum, Russian Hill und auch die von Touristen gerne besuchten Hafengebiete wie zum Beispiel Pier 39 und Fisherman’s Wharf.

## Geschichte und Bedeutung

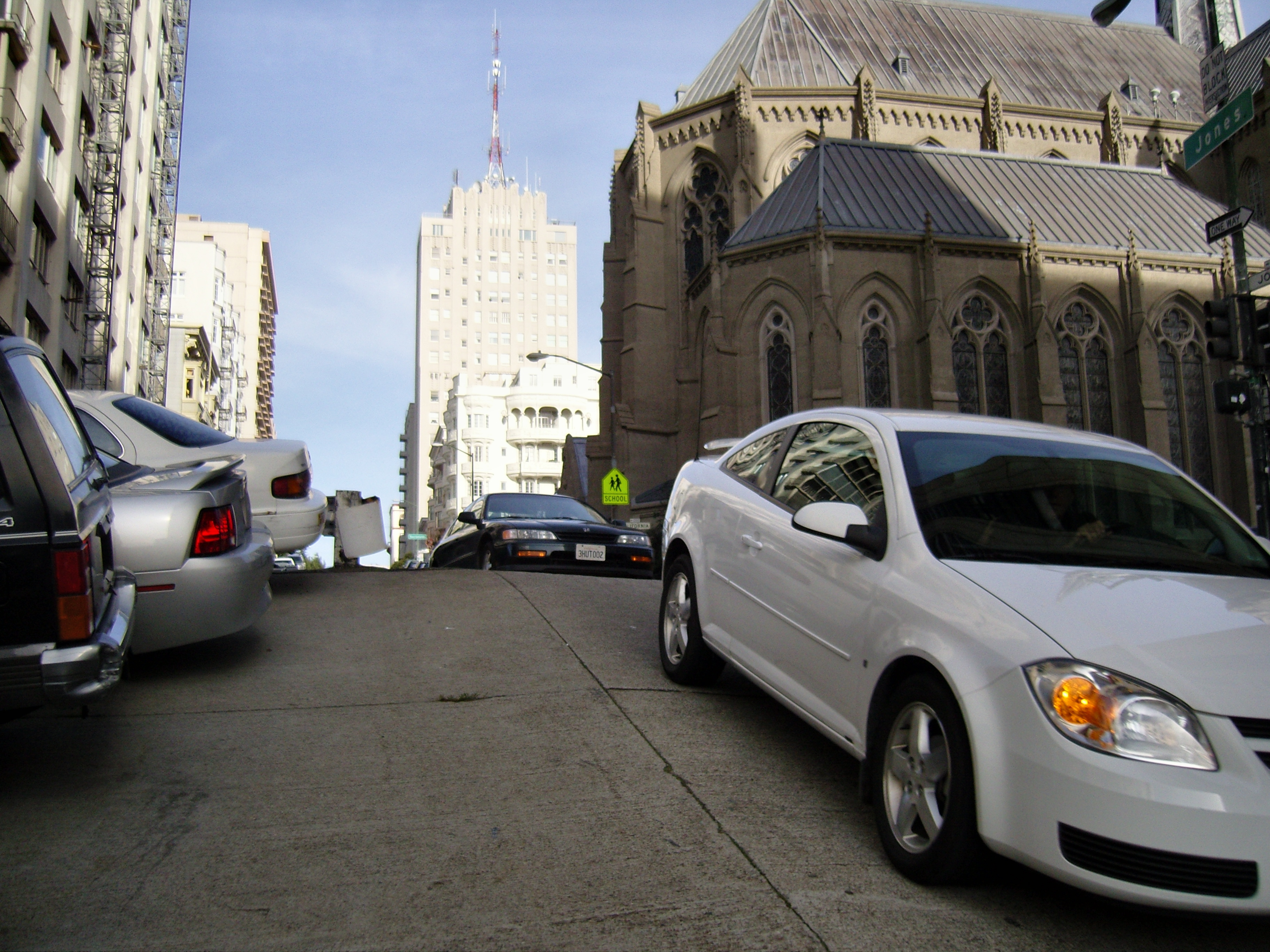
Nob Hill

Nob Hill ist ein wohlhabender Stadtteil, seit Generationen Heimat vieler vermögender Familien, der manchmal sarkastisch als Snob Hill bezeichnet wird. Die Stadt breitete sich im späten 19. Jahrhundert in dieses Gebiet aus. Aufgrund der besonderen Aussicht und der zentralen Lage wurde Nob Hill zu einem exklusiven Viertel der Reichen und Berühmten an der Westküste, die sich große Villen in der Gegend errichteten. Darunter waren auch prominente Eisenbahn-Bosse wie Leland Stanford und andere Mitglieder der Big Four. Die Gebäude wurden durch das Erdbeben und das anschließende Feuer 1906 fast vollständig zerstört. Übrig blieb nur eine Granitmauer, die die Stanford- und Hopkins-Villen umgeben hat, und die Huntington-Villa als einzige palastartige Residenz. Diese wurde aber in den 1960ern zerstört. Die Flood-Villa wurde, obwohl sie völlig ausgebrannt war, wieder aufgebaut und bis heute erhalten. Obwohl die Bewohner ihren Wohlstand auch über das Erdbeben hinaus erhalten konnten, bauten einige der Reichen ihre Villen weiter westlich in den Pacific Heights und Cow Hollow wieder auf. Viele der teuren Hotels in dem Gebiet wurden auf den Ruinen der alten Villen errichtet.
Die Kreuzung der Straßen California und Powell ist auch der Ursprung berühmter Hotels in San Francisco: das Fairmont Hotel, das Mark Hopkins Intercontinental Hotel, das Stanford Court und das Huntington Hotel. 2007 wurde das Nob Hill Lambourne Hotel umbenannt und in eine kontinentale Residenz umgebaut und führt damit die reichhaltige Verbindung zwischen Tourismus und elegantem, städtischem Lebensstil fort.
Die Aussicht von der Spitze des Hügels, und besonders vom Turm des Fairmont Hotel aus, erstreckt sich in alle Richtungen der San Francisco Bay Area. Dort oben, an der 1000 California Street, befindet sich die frühere Villa von Tycoon James Flood, die heute der Sitz des exklusiven, 1889 gegründeten Pacific-Union Club ist. Die Grace Cathedral befindet sich ebenfalls auf dem Hügel. Nob Hill dient häufig als Set für Filme, besonders wenn eine Verfolgungsjagd gedreht wird.

## Filme, in denen Nob Hill vorkommt
- The Rock – Fels der Entscheidung
- Bullitt
- Vertigo – Aus dem Reich der Toten
- Calahan
- Wedding Planner – verliebt, verlobt, verplant
- Dirty Harry
- Pal Joey
- Die Frau in Rot
- Entscheidung aus Liebe
- Unter der Sonne der Toskana
- Full House
- Hulk
- Solange du da bist
- 4 himmlische Freunde
- Plötzlich Prinzessin
- San Andreas

## Bilder

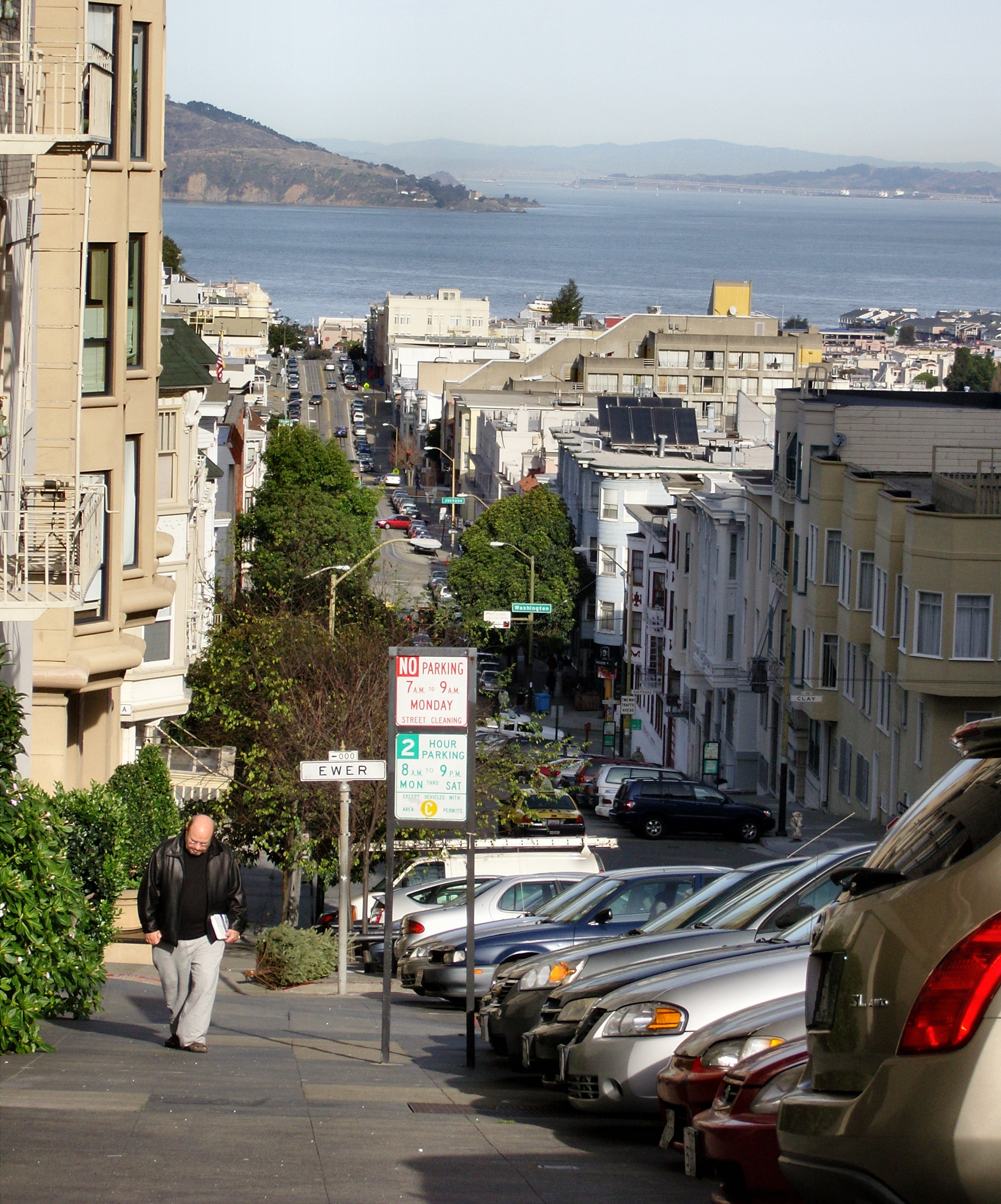
Blick von Nob Hill
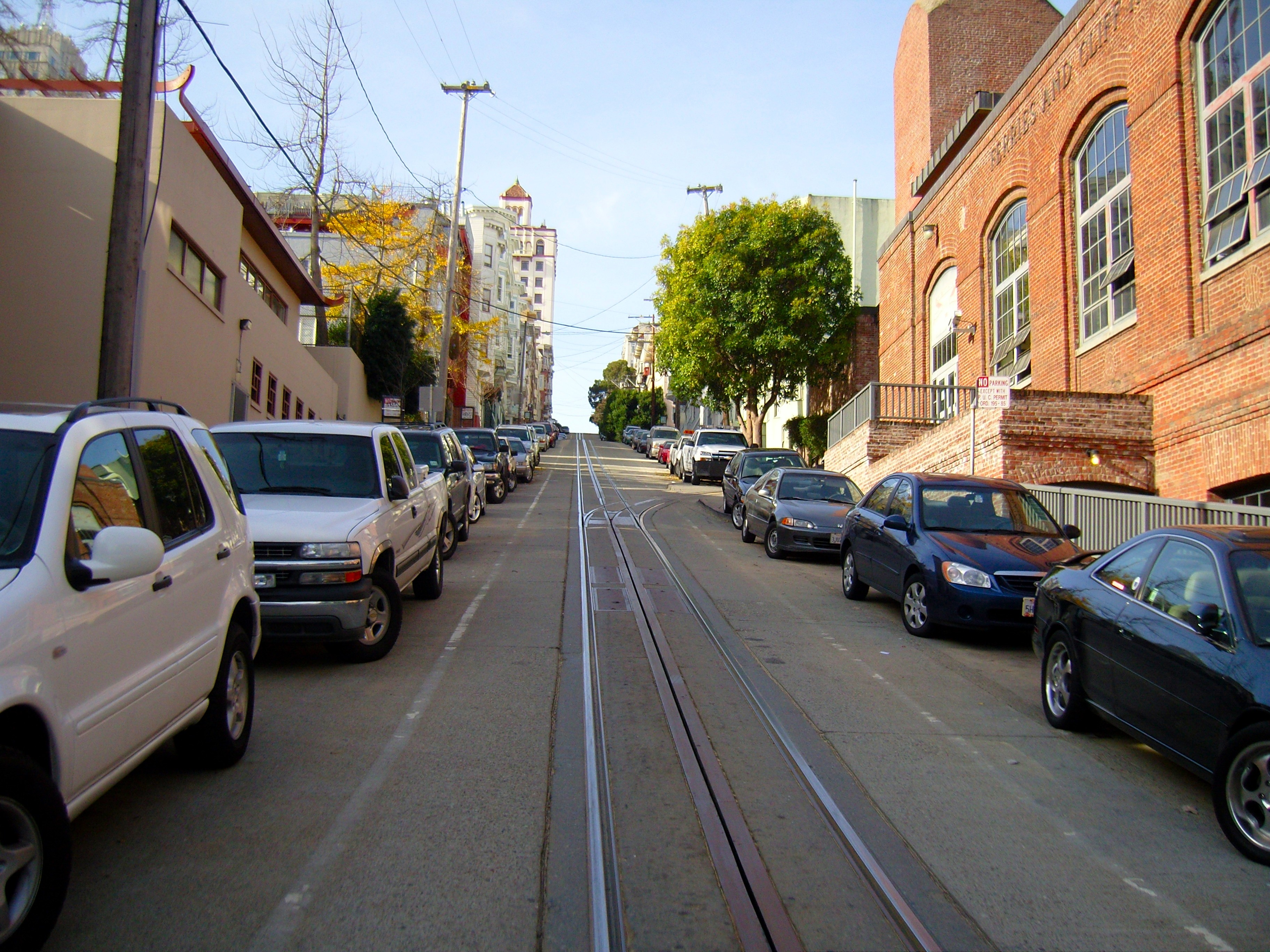
Beim Cable Car Museum
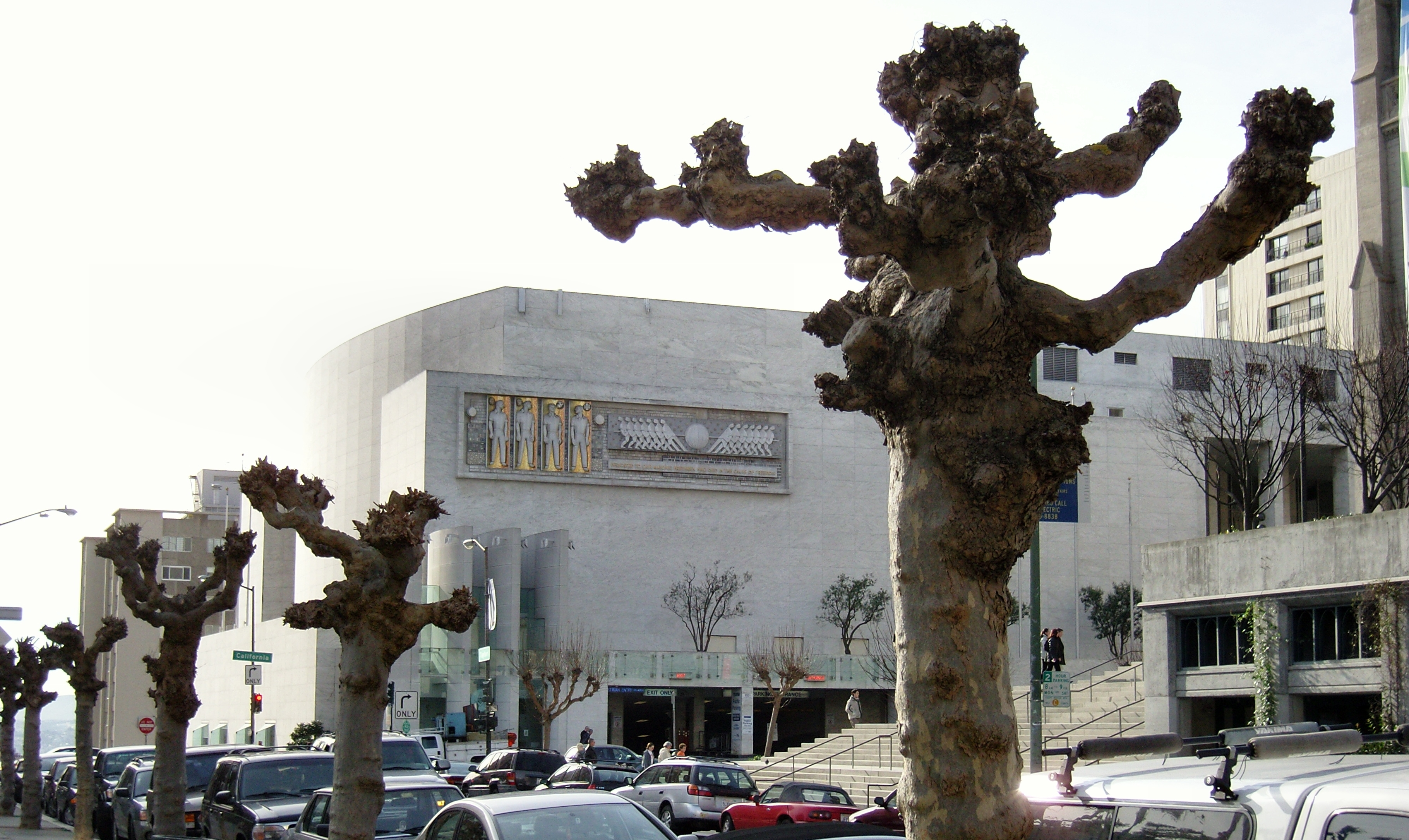
Masonic Memorial Temple
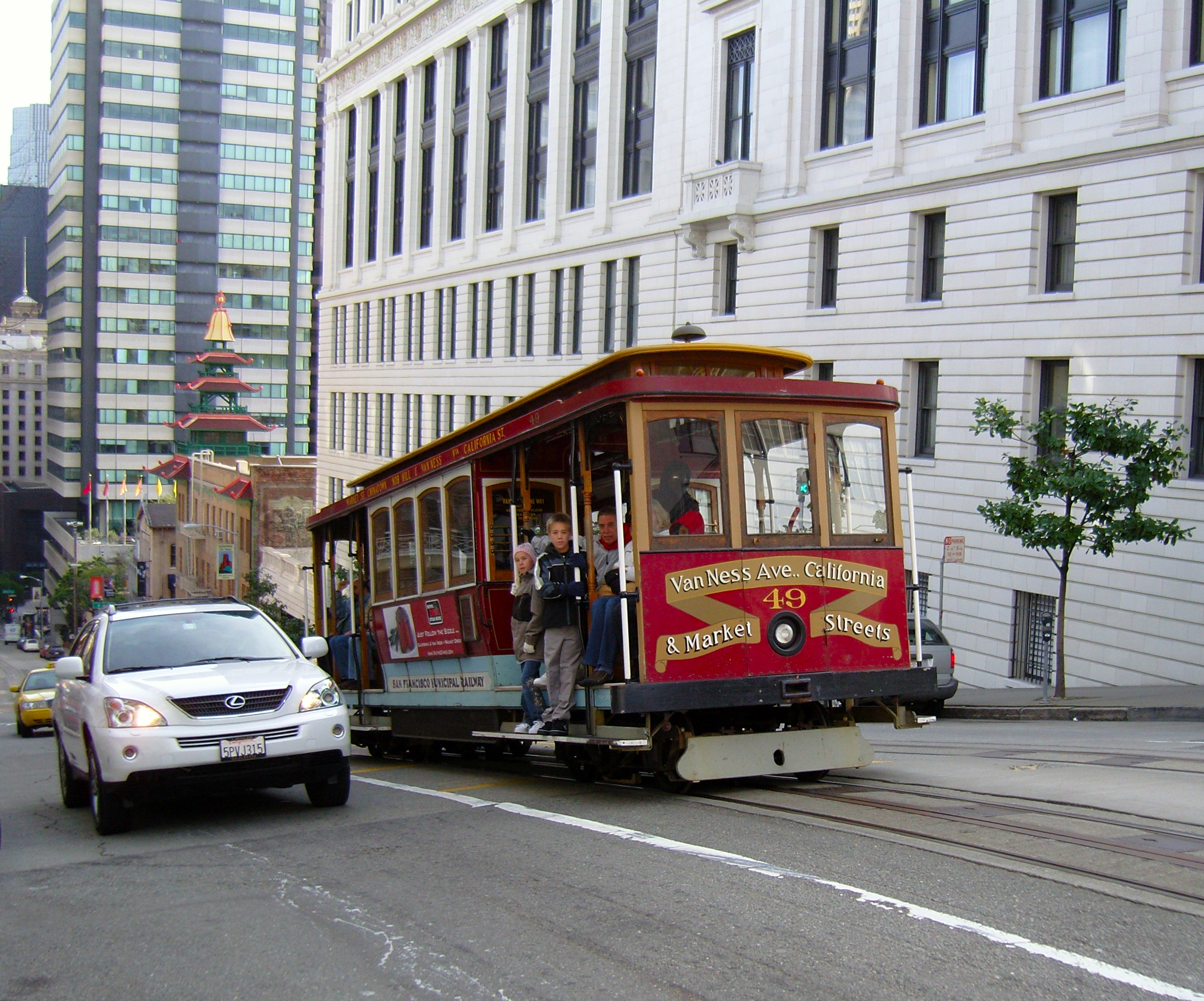
Wettrennen zwischen Auto und Cable Car